# 재담소리
재담소리는 20세기 초 박춘재(1883~1950)에 의해 연행되었던 것을 복원한 것이다. 2008년 3월 27일 서울특별시의 무형문화재 제38호로 지정되었다.

## 개요
현재 전승되고 있는 재담소리는 20세기 초 경서도명창 박춘재(1883~1950)에 의해 연행되었던 것을 복원한 것이다. 14～15세기 궁중에서 연행된 우희, 18～19세기 시정의 재담 연행으로 이어진 우리의 재담 전통이 1910년대 이후 박춘재의 재담 공연과 <발탈>에 그대로 스며들고, 이것을 계승한 것이 현재의 재담소리인 것이다.
이러한 사정을 염두에 둘 때, 현재의 재담소리 전통은 그 역사성이 깊다고 할 수 있다. 다만 그 전통이 잠시 단절되었었다. 현재의 재담 소리는 1998년 백영춘이 복원한 것을 바탕으로 한다. 2008년 3월 17일에 백영춘이 보유자로 인정받아 국악계의 왕성한 활동해 오다 2014년 4월 17일에 명예보유자가 되었다.
```
이어 2017년 11월 16일에 백영춘의 부인인 최영숙이 보유자로 이어 받았으나 활동이 미비한 실정이다.  
```

이유로는 재담소리만의 특징인 남성적 골계희 연희양식이 없어지고 여성이 전승되어 재담소리의 음악적 전통가치가 변질되었기 때문이다. 또한 미숙한 대사 전달력과, 연기력으로 전문가들에게 많은 비평과 대중들의 외면을 이유로 들수있다.

## 보유자
| 지정번호 및 명칭 | 성명   | 성별 | 생년월일 | 기·예능  | 지정일자(해제일자)                                                     |
| 제38호 재담소리  | 백영춘 | 남   | 46.3.19  | 재담소리 | 2008.03.27 지정, 2019.01.22 해제, 명예보유자 본인의 사망으로 인한 해제 |

## 참고 문헌
- 재담소리 - 국가유산청 국가유산포털